# Cirrus (cohete)

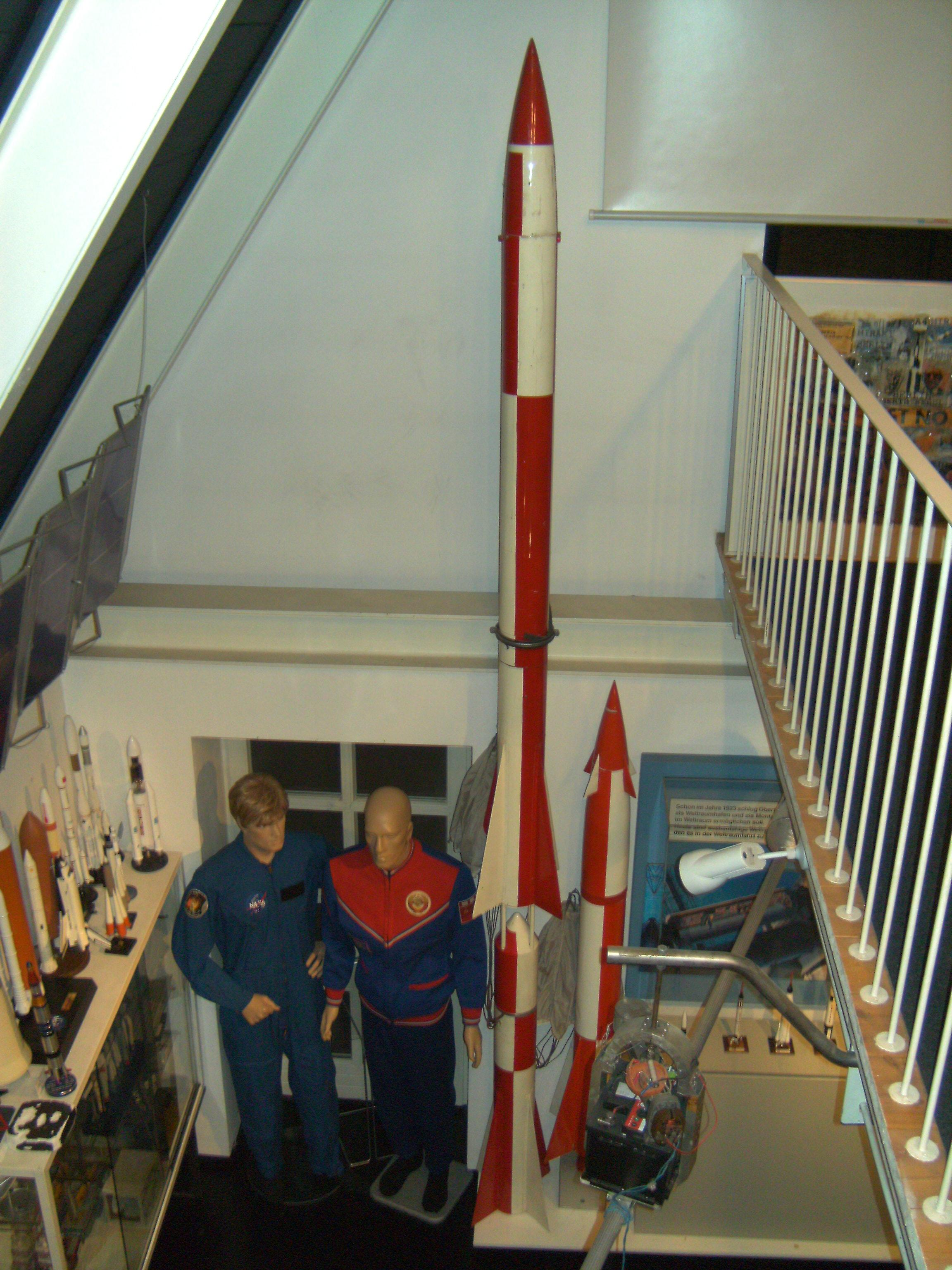
Cirrusrakete

Cohete sonda alemán de dos etapas desarrollado a finales de los años 1950 por la Sociedad Alemana de Cohetes. Hubo dos versiones, Cirrus I y Cirrus II, diseñadas para transportar experimentos biológicos o meteorológicos. Todos los lanzamientos se hicieron desde Cuxhaven. Los lanzamientos finalizaron cuando el gobierno alemán prohibió el lanzamiento de cohetes civiles en junio de 1964. Se realizó un único lanzamiento de ambos lanzadores, y durante el mismo día, el 16 de septiembre de 1961.

## Cirrus I
Alcanzó una velocidad máxima de 750 m/s (mach 2,5).

### Datos técnicos
- Carga máxima: 5 kg.
- Apogeo: 35 km.
- Empuje en despegue: 4,98 kN
- Masa total: 24 kg.
- Diámetro: 0,15 m.
- Longitud total: 4,12 m

## Cirrus II
Alcanzó una velocidad máxima de 1000 m/s.

### Datos técnicos
- Carga máxima: 5 kg.
- Apogeo: 50 km.
- Empuje en despegue: 17,6 kN.
- Masa total: 60 kg.
- Diámetro: 0,15 m.
- Longitud total: 4,12 m